# Cataloghi di Lynds

vdB 1, nota anche come LDN 1265, è una delle nebulose più studiate della regione di Cassiopea, a causa della particolarità delle sue stelle associate. (Credit: CAST.)

In astronomia, i cataloghi di Lynds sono due cataloghi astronomici compilati nel 1962 e 1965 dall'astronomo Beverly T. Lynds; comprendono due classi di nebulose: le nebulose oscure e le nebulose diffuse. Le sigle utilizzate nelle carte celesti per gli oggetti di questi cataloghi sono rispettivamente LDN e LBN (talvolta abbreviate con la sola L) seguite dal numero dell'oggetto.

## LDN
Il catalogo LDN (Lynds Dark Nebulae) conta 1791 nebulose, per lo più oscure o agglomerati di nebulose oscure e brillanti, visibili in tutto l'emisfero boreale e in parte dell'emisfero australe, fino a una declinazione di -30°. Non sono indicati valori di magnitudine, non aventi significato nel caso delle nebulose oscure, ma sono riportate delle classi di opacità. Poiché, come spesso accade, molti oggetti hanno più designazioni, si tende a indicare il numero del Catalogo LDN solo in mancanza di alcuni cataloghi meglio noti, come il Catalogo di Messier (M), il New General Catalogue (NGC) o l'Index Catalogue (IC).

## LBN
Il catalogo LBN (Lynds Bright Nebulae) conta 1255 nebulose brillanti, visibili in tutto l'emisfero boreale e in parte dell'emisfero australe, fino a una declinazione di -30°. La numerazione degli oggetti segue l'ordine imposto dal LDN, poiché di fatto è un suo derivato, che riunisce quelle che fra le nebulose catalogate dal LDN sono nebulose brillanti (a riflessione o a emissione).